# TA-57
Der TA-57 ist ein in den 1950er Jahren in der damaligen Sowjetunion entwickelter Feldfernsprecher. Er wurde in großen Stückzahlen produziert und von der Sowjetarmee und zahlreichen anderen Streitkräften genutzt. Daneben fand er im Katastrophenschutz, bei Eisenbahnen und im Bergbau Verwendung.

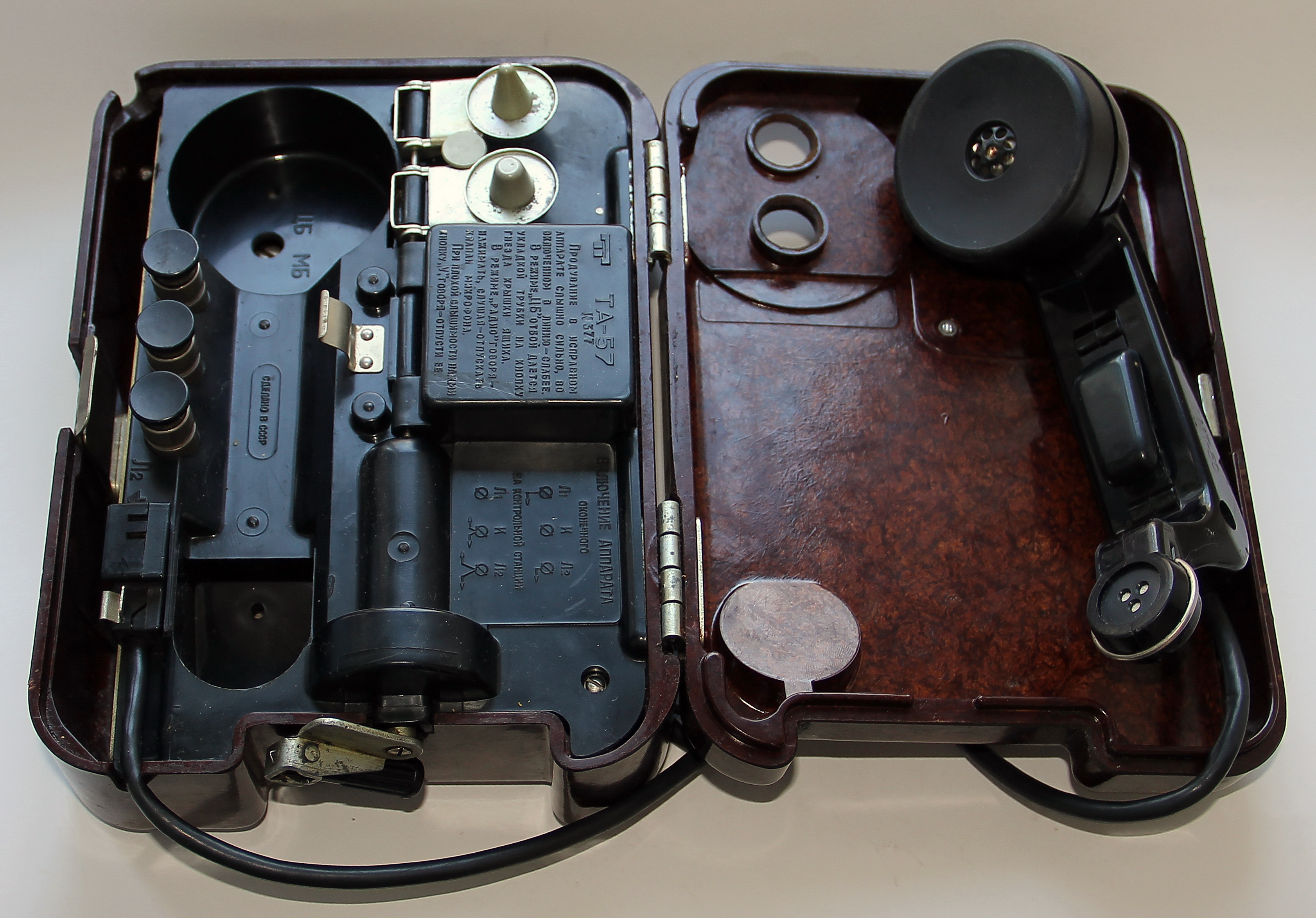
TA-57

Der TA-57 wurde 1957 in die Bewaffnung der Sowjetarmee aufgenommen. Die Konstruktion basierte auf der des Feldfernsprechers TAI-43, der wiederum eine Weiterentwicklung des deutschen Feldfernsprechers FF-33 darstellte.
Der TA-57 dient zur Übertragung von Sprachnachrichten im Frequenzbereich von 0,3 bis 3,4 kHz. Er kann sowohl im Ortsbatterie- als auch im Zentralbatteriebetrieb genutzt werden. Weiterhin können mit ihm dafür eingerichtete Funkgeräte fernbedient werden. Die Stromversorgung erfolgt über einen eingebauten Bleiakkumulator GB-U-1.3 (ГБ-10-У-1.3) mit einer Nennspannung von zehn Volt und einer Kapazität von 1,3 Amperestunden. Ersatzweise kann auch eine Blockbatterie mit einer Nennspannung von  neun Volt verwendet werden. Im Ortsbatteriebetrieb wird zur Erzeugung der Rufspannung ein Kurbelinduktor verwendet. Dieses Teil wird zur Folter „Anruf an Putin“ eingesetzt. Das Gehäuse des Feldfernsprechers besteht aus Bakelit und hat einen Schulterriemen zum Tragen des Gerätes. Das Gewicht liegt bei 2,8 kg. Die Abmessungen betragen 222 × 165 × 79 mm.
Mit dem TA-57 können in Abhängigkeit vom verwendeten Kabeltyp folgende Reichweiten erreicht werden:
- Feldkabel P-275 (П-275) – bis 20 km;
- Feldkabel P-274 (П-274) – bis 40 km;
- Feldkabel P-271 (П-271);
- Feldkabel P-268 (П-268) – 40 bis 45 km;
- Freileitung PWLS (ПВЛС) – 150 bis 170 km.

Der TA-57 wurde in den Fernmeldeeinheiten der Sowjetarmee eingesetzt. Daneben gehörte er zur Ausstattung von Führungsfahrzeugen und Funkgerätesätzen. Mit dem Export dieser gelangte er auch in die Ausrüstung zahlreicher anderer Streitkräfte.